# Tavibo
Tavibo was een Indiaanse mysticus die rond 1870 furore maakte met zijn anti-blanke missie en de door hem gestimuleerde Ghost Dance. In de tijd van de laatste gevechten tussen blanken en Indianen verspreidde hij de boodschap van de wederopstanding van alle dode Indianen in een nieuwe, paradijselijke wereld. De Indiaan zou voortaan in vrijheid en vrede leven. Om die staat te bereiken moesten de Indianen de Ghost Dance dansen: een dans in cirkelvorm die begeleid werd door het zingen van religieuze teksten. 
Hoewel Tavibo niet veel invloed had op zijn stamgenoten, de Indiaanse stam de Paiute, werd hij wel een belangrijke leermeester van de Indiaanse mysticus Wovoka die Tavibo's boodschap van het herleven van het Indiaanse ras een sterke impuls gaf. Ook de Ghost Dance werd een belangrijk element in Wovoka's missie.

## Bron
- Wovoka